# Xã Penn, Quận Perry, Pennsylvania
Xã Penn (tiếng Anh: Penn Township) là một xã thuộc quận Perry, tiểu bang Pennsylvania, Hoa Kỳ. Năm 2010, dân số của xã này là 3.225 người.